# Мастерс, Бен
Бен Ма́стерс (англ. Ben Masters; 6 мая 1947, Корваллис, Орегон — 11 января 2023, Палм-Спрингс, Калифорния) — американский актёр. Наиболее известен по роли Джулиана Крейна в сериале «Страсти».

## Биография
Актёр родился 6 мая 1947 года в Корваллисе (штат Орегон).
Мастерс окончил Орегонский университет со степенью по театральному искусству. После получения диплома актёр переехал в Нью-Йорк, выступал в различных бродвейских театрах. В спектакле «Самое грязное шоу в городе» играл полностью обнажённым.
В 27 лет Бен попал в аварию. Он смог полностью оправиться от травм, однако на лбу актёра остался большой шрам.
Последние годы жил один вместе со своим лабрадором Вилли, страдал деменцией. Любил играть в гольф и кататься на лыжах.
Умер 11 января 2023 года в медицинском центре Эйзенхауэра в Палм-Спрингс (штат Калифорния) в возрасте 75 лет от осложнений, вызванных COVID-19. По его просьбе поминальной службы не будет.

## Семья
Был женат, но в 1997 году развёлся. Сестра — Шерил Лернер. Племянницы — Ханна и Клеа Лернер.

## Фильмография

### Фильмы
- 1995 — Леди убийца / Lady Killer — Росс Митчел

### Сериалы
- 1988 — Когда сердца бьются в такт / Heartbeat — доктор Лео Розетти
- 1990 — Она написала убийство / Murder, She Wrote — Рэй Дэндридж
- 1993 — Она написала убийство / Murder, She Wrote — шеф Терман Джиллис
- 1994 — Она написала убийство / Murder, She Wrote — Ивэн Рэферти / Стэнли Бартон
- 1994 — Крутой Уокер. Правосудие по-техасски / Walker, Texas Ranger — сенатор Джулиан Нокс
- 1994 — Диагноз: убийство / Diagnosis Murder — Роберт Стэнтон
- 1997 — Прикосновение ангела / Touched by an Angel — профессор Брайен Сэлтер
- 1997 — Шпионские игры / Spy Game — генерал Сэм Уэллиш
- 1998 — Золотые крылья Пенсаколы / Pensacola: Wings of Gold — Такер Генри II
- 1999 — Страсти / Passions — Джулиан Крейн / Бузи Бузборн

## Награды
За сериал «Страсти» был трижды (2001, 2003 и 2005 годах) отмечен номинациями «Лучший актёр второго плана» журнала «Дайджест мыльных опер».